# Castagnède (Pirenei Atlantici)
Castagnède è un comune francese di 203 abitanti situato nel dipartimento dei Pirenei Atlantici nella regione della Nuova Aquitania.

## Società

### Evoluzione demografica
Abitanti censiti